# Madman Entertainment
Madman Entertainment — австралійська компанія, яка займається розповсюдженням фільмів, японських аніме і манґа у Австралії та Новій Зеландії. Власником компанії є Funtastic Limited, яка є однією з найбільших австралійських розважальних компаній, акції якої котуються на Австралійській фондовій біржі. Річний оборот компанії сягає 50 млн $AU, а кількість працівників становить близько 100 чоловік. Головні офіси компанії розташовані у передмісті Мельбурна Коллінгвуді та у місті Ярра (штат Вікторія).
Компанія має виключне право на випуск таких відомих продуктів як One Piece, Dragon Ball, Neon Genesis Evangelion, Akira та інших творінь із доробку Студії Гіблі. На додаток до продажу DVD, Madman Entertainment керує релізами деяких своїх фільмів у кінотеатрах, зокрема і виробництва Студії Гіблі. Згідно з дослідженнями ринку, частка Madman у ринку DVD аніме Австралії становить 97 %.